# 宇佐美ゆかり
もしかして
- 宇沙美ゆかり

ではありませんか？